# Новгород-Северское викариатство
Новгород-Северское викариатство — викариатство Черниговской епархии Украинской Православной Церкви Московского патриархата.

## История
Епархия в Новгороде-Северском упоминается в XVI веке, когда на Брестском Соборе 1596 года епископ Новгородо-Северский Иоанн (Лежайский), имевший кафедру в Новгород-Северском Преображенском монастыре остался верен православию, отказавшись подписать унию, за что претерпел, от Собора по уверению протоиерея Страдомского, «бесчестия».
27 марта 1785 года Новгород-Северская кафедра была возрождена как самостоятельная, будучи выделенной из Черниговской. 27 июля того же года епархию было упразднили, но затем решение было изменено. 16 октября 1799 года она была вновь упразднена, а её земли возвращены Черниговской кафедре.
21 августа 1868 года кафедра возобновилась как викариатство Черниговской епархии, и замещалась беспрерывно вплоть до смутных 1920-х годов.
После долгого перерыва Новгород-Северский викарий был вновь назначен только в 1998 году. После 2003 года не замещалась.

## Названия
- Новгород-Северская
- Новгород-Северская и Глуховская (27 марта 1785 — 16 октября 1799)
- Новгород-Северская (викарная) (21 августа 1868 — 1920-e, 28 июня 1998 — 16 октября 2003)

## Епископы
Новгород-Северская епархия
- Иоанн (Лежайский) (упом. 1596)
- Иларион (Кондратовский) (27 марта 1785 — 1 сентября 1797)

Новгород-Северское викариатство Черниговской епархии
- Феофилакт (Праведников) (13 октября 1868 — 12 января 1869)
- Серапион (Маевский) (29 мая 1869 — 15 мая 1876)
- Афанасий (Пархомович) (9 июня 1885 — 4 марта 1889)
- Антоний (Соколов) (24 сентября 1889 — 19 января 1891)
- Сергий (Соколов) (2 февраля 1891 — 26 марта 1893)
- Мефодий (Никольский) (15 июля 1893 — 28 июня 1894)
- Питирим (Окнов) (17 июля 1894 — 2 ноября 1896)
- Евфимий (Счастнев) (17 ноября 1896 — 28 октября 1898)
- Михаил (Ермаков) (31 января — 20 октября 1899)
- Филипп (Бекаревич) (6 ноября 1899 — 17 февраля 1902)
- Исидор (Колоколов) (12 мая 1902 — 4 ноября 1903)
- Нестор (Фомин) (4 ноября 1903 — 19 августа 1910)
- Иоасаф (Романов) (22 сентября 1910 — 16 февраля 1911)
- Василий (Богоявленский) (4 марта — 12 мая 1911)
- Пахомий (Кедров) (30 августа 1911 — 17 сентября 1916)
- Иоанн (Доброславин) (16 октября 1916 — февраль 1923)
- Матфей (Храмцев) (20 февраля 1924—1926)
- Амвросий (Поликопа) (28 июня 1998 — 16 октября 2003)